# Benetton B193
Der Benetton B193 bzw. Benetton B193B ist ein Formel-1-Rennwagen, mit dem das Benetton-Team an der Formel-1-Weltmeisterschaft 1993 teilnahm.